# Charlene Lipsey
Charlene Lipsey (née le 16 juillet 1991) est une athlète américaine, spécialiste du 800 mètres.

## Biographie
Elle remporte la médaille d'or du relais 4 × 800 m lors des Relais mondiaux 2017 de Nassau, en compagnie de Chanelle Price, Chrishuna Williams et Laura Roesler. Deuxième du 800 m des Championnats des États-Unis, derrière Ajee Wilson, elle porte son record personnel à 1 min 57 s 38 le 6 juillet 2017 au cours du meeting de l'Athletissima.

## Palmarès
| Date | Compétition               | Lieu             | Résultat | Épreuve          | Temps         |
| ---- | ------------------------- | ---------------- | -------- | ---------------- | ------------- |
| 2017 | Relais mondiaux de l'IAAF | Nassau           | 1re      | Relais 4 × 800 m | 8 min 16 s 36 |
| 2017 | Championnats du monde     | Londres          | 7e       | 800 m            | 1 min 58 s 73 |
| 2017 | Ligue de diamant          | Ligue de diamant | 6e       | 800 m            | 1 min 57 s 99 |

## Records
| Épreuve | Épreuve   | Temps         | Lieu     | Date            |
| ------- | --------- | ------------- | -------- | --------------- |
| 800 m   | Plein air | 1 min 57 s 38 | Lausanne | 6 juillet 2017  |
| 800 m   | Salle     | 1 min 58 s 64 | New York | 11 février 2017 |